# Hermann Erben
Hermann Friedrich Erben (* 15. November 1897 in Wien; † 1985 in Wien) war ein österreichisch-amerikanischer Arzt, NS-Geheimdienst-Mitarbeiter, Reisender und Forscher.

## Leben und Wirken

### Frühe Jahre
Hermann Erben war väterlicherseits jüdischer Abstammung, wurde allerdings protestantisch getauft. Im Ersten Weltkrieg diente Erben 1916–1918 als Soldat für Österreich-Ungarn. Danach studierte er ab 1919 in Wien Medizin und bekam 1922 ein Stipendium für metabolische Forschung in den Vereinigten Staaten. Dort beantragte er 1924 die US-amerikanische Staatsbürgerschaft, die er schließlich 1930 auch erhielt. Voraussetzung hierfür war, dass man bereits mehrere Jahre ohne Unterbrechung in den USA leben musste. Erben verbrachte allerdings währenddessen einige Zeit außerhalb des Landes, weshalb später ein Ausbürgerungsverfahren gegen ihn lief. Er kehrte nämlich 1926 vorübergehend zurück nach Wien, um sein dortiges Studium abzuschließen (Dr. med. 1929).
Erben reiste 1930 erneut in die USA und erwarb dort neben der Staatsbürgerschaft auch die Qualifikation als Arzt nach amerikanischem Recht = United States Medical Licensing Examination. Danach bekam er eine Anstellung am Pazifischen Institut für Tropische Medizin in San Francisco, wodurch er für ein Jahr nach Südamerika gelangte und anschließend als Schiffsarzt tätig war. 1932 nahm Erben in diesem Kontext eine Stelle in Papua-Neuguinea zum Zweck der wissenschaftlichen Forschung an.

### Mitfahrer bei der „Transasien-Expedition“ von Max Reisch
Hermann Erben kehrte Anfang 1934 nach Wien zurück und erlangte dort als weitgereister Globetrotter bald Aufmerksamkeit. Er wurde daher 1935 auch anfängliches Mitglied der Transasien-Expedition von Max Reisch, die er jedoch nach der ersten Etappe (Wien bis Kalkutta) im Streit verließ.

### Freundschaft mit Errol Flynn und Spanischer Bürgerkrieg
Auf der Rückreise von Papua-Neuguinea nach Wien lernte Hermann Erben schon 1933 den damals gerade aufkommenden US-Filmschauspieler Errol Flynn kennen und freundete sich mit ihm an. Er reiste mit ihm im Anfang 1937 nach Spanien, wo gerade der Bürgerkrieg tobte, und wo sich Flynn (als Reporter) und Erben (als Fotograf und Arzt) den Internationalen Brigaden anschlossen. Neben seiner medizinischen Tätigkeit agierte Erben dort mehrere Monate auch als Spion für den NS-Staat. Er gab sich als Mitglied der Kommunistischen Partei der USA aus und streute u. a. das Gerücht, Errol Flynn habe eine Million Dollar für die Republikaner mitgebracht, die den Brigaden in Albacete zugutegekommen seien. Informationen aus diesem Anlass gab er an die Gestapo weiter, von der er schon 1936 angeworben wurde.
Er blieb jedoch ein lebenslanger Freund Errol Flynn's bis zu dessen Tod 1959. So kommt Erben in dem 1987 erschienenen Semi-Dokumentarfilm Errol Flynn: Portrait of a Swashbuckler im Abschnitt „Hermann Erben - Errol Flynn's lifelong friend“ posthum ausführlich zu Wort.

### Weitere Geheimdienst-Tätigkeiten als Doppelagent
Hermann Erben kehrte dann Mai 1938 (als Schiffsarzt) in die USA zurück, wo er bei der Einreise gegenüber dem State Department zugab, für Deutschland spioniert und Informationen an die Gestapo weitergegeben zu haben. Er kam anschließend Ende 1938 zurück nach Deutschland, nutzte allerdings knapp vor Beginn des 2. Weltkriegs die Chance, Juli 1939 als Schiffsarzt Europa wieder zu verlassen, indem er beim dt. Linienschiff Ussukuma anheuerte.
Die Ussukuma wurde allerdings mit Beginn des 2. Weltkrieges Ende 1939 in Valparaíso festgehalten, und Erbens Versuch, sich als "American Seaman" und US-Staatsbürger wieder in die USA repatriieren zu lassen, scheiterte.
Er blieb daher zunächst in Südamerika; im Januar 1941 reiste er nach Mexiko und traf sich mit dem dortigen deutschen Konsul Baron von Wallenberg. Dieser sollte für Erben in den USA dafür eintreten, dass er die US-amerikanische Staatsbürgerschaft behalten durfte. Von Wallenberg sah allerdings keine guten Aussichten dafür. Daraufhin trat Erben als Spion in die Abwehr ein und bekam von ihr ein regelmäßiges Gehalt.
Er wurde 1941 wegen Betrugs und Meineids aus den US ausgebürgert: „Die Einbürgerungsurkunde wurde auf Anordnung des U.S. Distriktsgerichts in San Francisco am 12. März 1941 außer Kraft gesetzt“, wovon Erben allerdings erst später (1943) erfuhr. Er war inzwischen nach Japan (Verbündeter Deutschlands im 2. Weltkrieg) gereist. Dort angekommen, wurde er in Tokio mit weiteren nachrichtendienstlichen Aufgaben in Shanghai vertraut gemacht. Sie bestanden unter anderem im Sammeln von Informationen über den US-amerikanischen und britischen Schiffsverkehr in Fernost.
Nachdem die deutsche Abwehr 1943 von seiner Ausbürgerung erfahren hatte, musste er den dt. Nachrichtendienst quittieren, da Erben ohne US-amerikanische Staatsbürgerschaft für diesen wertlos geworden war. Daraufhin arbeitete er ab Februar 1943 in einem Internierungslager für Alliierte in Shanghai, wo er aber immer noch informell für Japan und Deutschland spionierte.
Nach Ende des Zweiten Weltkriegs kooperierte er eine Zeit lang auch mit dem US-amerikanischen Geheimdienst, um seine Staatsbürgerschaft wiederzuerlangen. Dafür gab er sein Wissen über flüchtige deutsche Soldaten weiter, die trotz der bedingungslosen Kapitulation gegen die Alliierten weitergekämpft hatten. Er lebte anschließend in den USA und erlangte 1955 die US-Staatsbürgerschaft wieder. Er hielt sich bis zu seiner Pensionierung 1977 als Arzt in den USA auf und kehrte anschließend nach Wien zurück, wo er 1985 starb.